# Rhum Charrette
Pour les articles homonymes, voir Charrette (homonymie).

Logo du Rhum Charrette

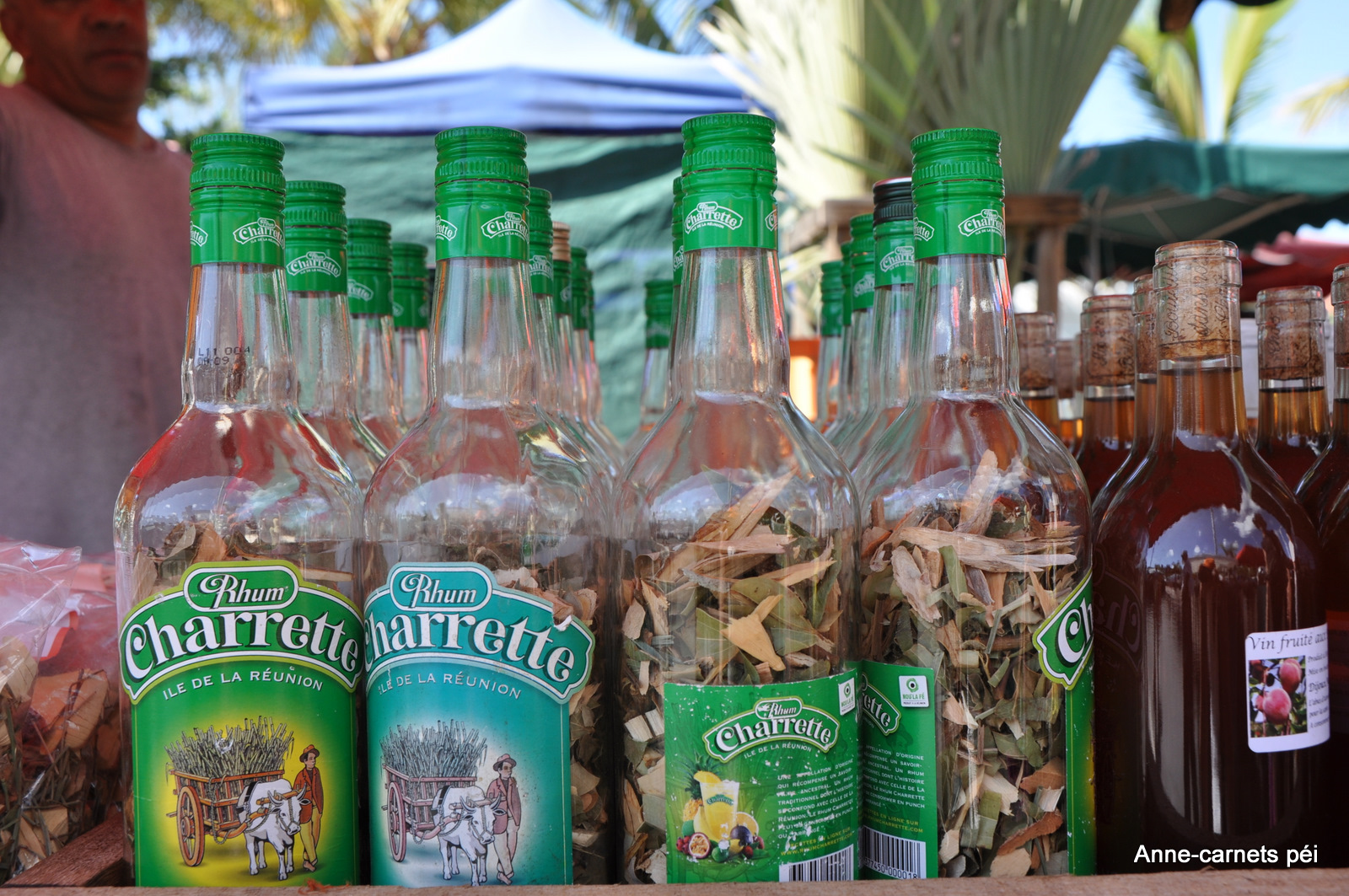
Bouteilles de rhum Charrette utilisées pour contenir des préparations de tisaneurs sur un marché à Saint-Pierre.

Le Rhum Charrette est la marque de rhum la plus connue de La Réunion et le quatrième rhum le plus vendu en France après le Captain Morgan, le Old Nick et le Saint James. La marque appartient au groupe Distillerie Jean Chatel depuis 2012. 
Son produit principal est le rhum blanc traditionnel à 49° mais la marque propose aussi un ensemble de déclinaisons de rhums à différents degrés d'alcool pour différentes utilisations ainsi que des spiritueux et autres liqueurs.

## Histoire
Le nom « Rhum Charrette » est né en 1972, en même temps que la création du Groupement d'intérêt économique « Rhums Réunion », lequel a permis aux producteurs de conditionner et commercialiser leurs rhums en bouteille au lieu de passer par la livraison aux dépôts douaniers. Ce nom vient de l'étiquette à dominance verte sur laquelle est dessinée une charrette pleine de cannes à sucre tirée par un bœuf et son propriétaire.

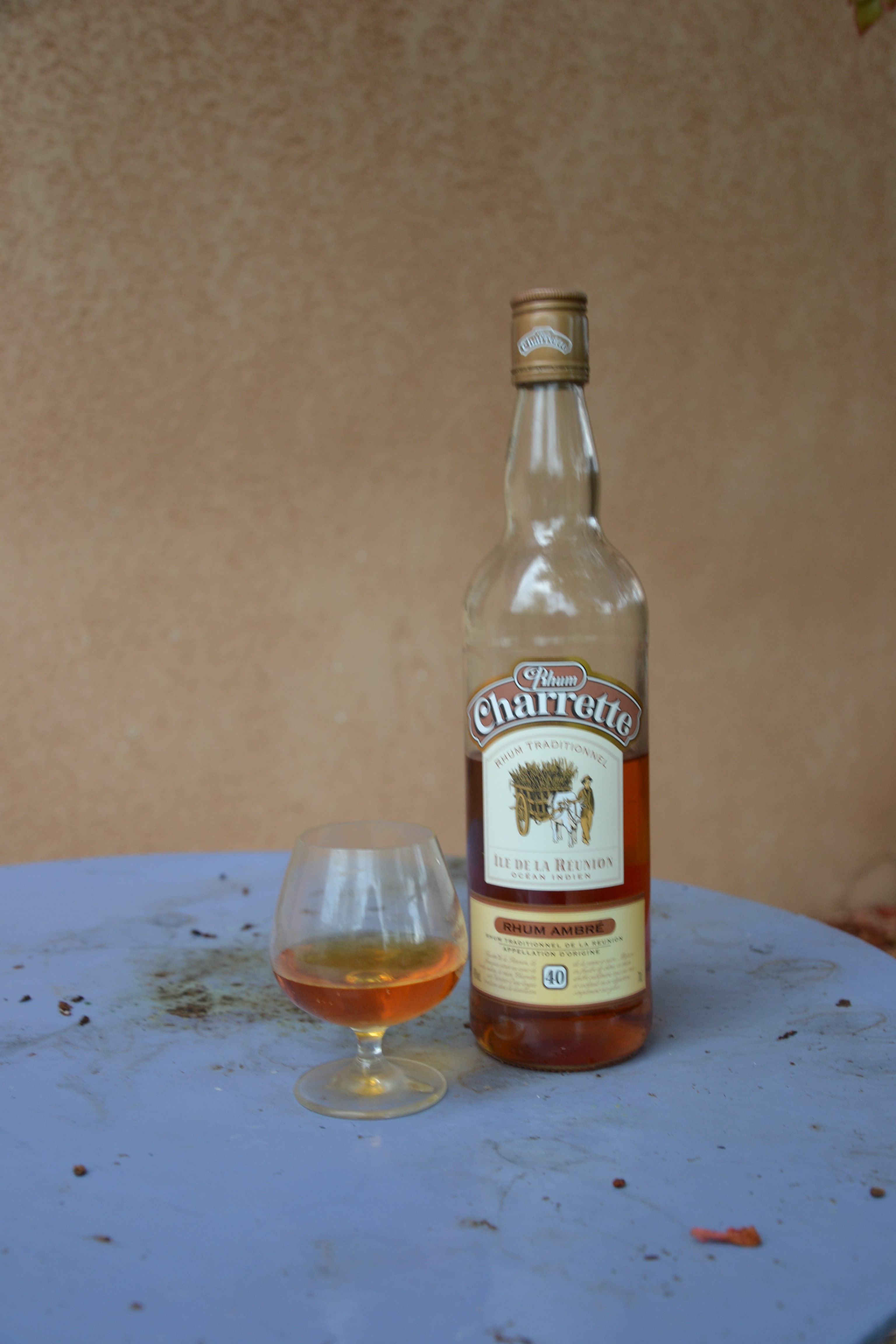
Rhum Charette ambré

L'étiquette originale a été conçue et dessinée par Eugène Gonthier, en 1976 selon le concept « Rhum Charrette » qu'il avait imaginé et proposé à l'agence de publicité Havas Réunion.
Bien qu’il soit l’auteur du projet de l'étiquette originale qui portait sa signature et l’inventeur du slogan « Rhum Charrette » porté plus tard sur les étiquettes éditées par la suite et où sa signature fut omise, les bénéficiaires de son œuvre n’ont jamais consenti à lui rétribuer ses droits d’auteur.
Eugène Gonthier livre sa version de la genèse du  « Rhum Charrette » dans un article de Spiritueux Magazine du 20 décembre 2014.
En 2011, la société française La Martiniquaise rachète l'entreprise Quartier Français qui possédait jusqu'alors la marque Rhum Charrette. L'autorité de la concurrence oblige cependant La Martiniquaise à céder la marque Rhum Charrette afin de ne pas être en position de quasi-monopole sur le marché des rhums. En 2012, le groupe réunionnais Chatel achète Rhum Charrette à la Martiniquaise.

## Production
Quatre millions de litres ont été conditionnés en 2004. Les ventes ont été faites à 80 % à La Réunion (y compris duty free) et 20 % à l'exportation, générant un chiffre d'affaires de 17 millions d'euros.

## Consommation
En ce qui concerne sa consommation sur l'île, il est plus souvent consommé blanc qu'arrangé, surtout sous sa forme pile plate (petit format du charette). Pour les personnes qui n'en ont pas l'habitude ou qui ne consomment que rarement des alcools forts, il se boit plus facilement arrangé, selon l'expression créole, par la macération de plantes et d'épices diverses ou mélangé avec des fruits.